# Томислав Кризманић
Томислав Кризманић (Босански Петровац, 28. фебруар 1929 — Загреб, 24. новембар 2005) био је југословенски боксер, такмичар у тешкој категорији и учесник љетних олимпијских игара 1952. године.

## Животопис
Томислав Кризманић је рођен 28. фебруара 1929. године у Петровцу. Првих неколико година живота одрастао је у Петровцу, све до 1935. године, када је са родитељима преселио у Загреб. Боксом се почео бавити 1943. године. Био је учесник европских првенстава у боксу, те учесник љетних олимпијских игара. Аутор је књиге Ринг у ватри.
Умро је у Загребу 24. новембра 2005. године. Сахрањен је на загребачком гробљу Мирогој.

## Каријера
Томислав Кризманић се боксом почео бавити 1943. године. Почео је тренирати у Боксерском клубу Радник из Загреба, а тренер му је био Џими Лигет (Jimmy Lyggett). Био је репрезентативац Југославије, а наступао је и за боксачке репрезентације Хрватске и Загреба. Први већи успјех остварио је 1949. године у Пули, када је постао првак НР Хрватске. Први велики успјех остварио је 1951. године, када је постао првак ФНР Југославије. Тада је у финалном мечу савладао фаворизованог Љубивоја Мићовића. Велики успјех остварио је и 25. априла 1952. године, када је као репрезентативац Загреба, савладао репрезентативца Стокхолма и потоњег свјетског првака у професионалном боксу Ингемара Јохансона.
Првенство Хрватске у боксу освајао је седам пута (1949, 1953, 1954, 1955, 1956. 1959. и 1960). Првак Југославије био је четири пута (од 1951. до 1954. године). За боксерску репрезентацију Југославије наступао је 14 пута. Имао је 12 побједа, један неријешен резултат и један пораз.
Године 1952. наступио је на љетним олимпијским играма у Хелсинкију. Године 1953. прави велики успјех и на X европском првенству у Варшави осваја бронзану медаљу у тешкој категорији. Био је учесник и на XI европском првенству у Западном Берлину. Након овог првенства прелази у Боксерски клуб Металац из Загреба и ту остаје до 1959. године, када се престаје бавити боксом.
Томислав Кризманић је имао 49 међународних мечева са противницима из 42 државе. Добио је 42 меча: 16 мечева је добио нокаутом, шест мечева техничким нокаутом, а 20 мечева је добио на бодове. Неријешенео је боксовао четири пута, а изгубио је три борбе. Укупно је у каријери имао 287 борби. Имао је 259 побједа, осам неријешених мечева и 19 пораза.